# Соланка
Соланка або Чаулук'я (सोलंकी वंश) — раджпутський клан, представники якого володарювали у Гуджараті та Катхіаварі протягом 950–1300 років.

## Історія
Існують кілька версії щодо походження цього клану. Раніше його пов'язували з династією Чалук'я. Перекази бардів відносять Соланка до племені агнікула. Є відомості, що засновник клану, Мулараджа, був сином рані (княгині) з роду Чапотката, що правив частиною Гуджарату в VIII–X століттях.
Мулараджа I (961–996) скористався занепадом держав Гуджара-Пратіхарів й Раштракутів, що утворити незалежне князівство у долині річки Сарасваті. За рахунок своїх сусідів він зумів розширити володіння.
Наступним впливовим раджею був Бхіма I (1022–1064), який воював з мусульманами Сінду, спираючись на союзі з кланом Калачура. разом з останнім завдав поразки державі Західних Чалук'їв. Вслід за цим з успіхом воював проти Бходжи I з клану Парамара, Лакшмікарни з клану Калачура. Під час його правління мусульманські війська на чолі із Махмудом Газневі раптово захопили храм у Сомнатхі, що був однією із святинь тогочасної Індії.
Онук Бхіми I, Сідхараджа Джаясімха (1094–1144), був одним з визначних володарів свого часу. Він зумів захопити землі у центральній Індії, Раджастхані, Гуджараті, Катчі, переміг Яшо-Вармара Парамара у Малаві. Воював з кланом Чандела, мусульманами Сінду.
Кумарапала (1144–1173) з перемінним успіхом воював з Арнораджею Чауханою, кланами Парамара, Абу на деякий час здолав володарів Конкана й Сураштри.
За час володарювання Бхіми II (1178–1241) раджпутам з успіхом вдалося воювати з мусульманами династії Гуридів. У 1178 році було завдано відчутної поразки Мухамеду Гурі. З 1195 року Бхімі II довелося вести запеклі війни з мусульманами на чолі з Кутб ад-Діном Айбеком, при цьому володіння Соланка аткували Чаухани та Сеуни. Усі ці війні суттєво послабили цей клан раджпутів. В результаті відкололася гілка Вагхела, утворивши князівство Дхолкі.
Останнім незалежним правителем Гуджарату був Карнадева II(1296–1297), який зазнав поразки у боротьбі із делійським султаном Алауддіном Хілджі.